# Sünje Lewejohann
Sünje Lewejohann (født 1972 i Flensborg) er en dansk-tysk forfatter. Hun skriver både lyrik og prosa. 
Lewejohann voksede op i den danske folkedel i Flensborg. Senere studerede hun nordisk og tysk i Berlin. I årene 2002 til 2005 læste hun på det tyske litteraturinstitut i Leipzig. I 2003 deltog hun i slutrunden ved Ingeborg Bachmann Prisen i Klagenfurt og to år senere kom hendes første roman Am Sonntag will Gott zu Atem kommen. I 2010 fik hun tildelt Alfred Gruber Prisen for et udvalg af sine digte. Sünje Lewejohann er medlem af forfatterkollektivet Der Goldene Fisch. Hun er mor til to børn og bor i Berlin. 